# 산호아킨 (칠레)
산호아킨(스페인어: San Joaquín)은 칠레 산티아고 수도주 산티아고 현의 코무나이다.